# Paraphytoseius apocynaevagrans
Paraphytoseius apocynaevagrans är en spindeldjursart som beskrevs av Chinniah och Mohanasundaram 200. Paraphytoseius apocynaevagrans ingår i släktet Paraphytoseius och familjen Phytoseiidae. Inga underarter finns listade i Catalogue of Life.